# Liste der Stolpersteine in Hamburg-Sternschanze
Die Liste der Stolpersteine in Hamburg-Sternschanze enthält alle Stolpersteine, die im Rahmen des gleichnamigen Kunst-Projekts von Gunter Demnig in Hamburg-Sternschanze verlegt wurden. Mit ihnen soll Opfern des Nationalsozialismus gedacht werden, die in Hamburg-Sternschanze lebten und wirkten.
Diese Seite ist Teil der Liste der Stolpersteine in Hamburg, da diese mit insgesamt 7139 (Stand: März 2025) Steinen zu groß würde und deshalb je Stadtteil, in dem Steine verlegt wurden, eine eigene Seite angelegt wurde.
| Adresse                                    | Person(en)                            | Inschrift | Bilder | Anmerkung |
| ------------------------------------------ | ------------------------------------- | --- | ------ | --- |
| Altonaer Straße 8 ·                        | Minna Littmann geb. Harrison          | Hier wohnte Minna Littmann geb. Harrison Jg. 1869 deportiert 1942 Theresienstadt ermordet in Auschwitz                                                                       |        | Eintrag auf stolpersteine-hamburg.de Auf stolpersteine-hamburg.de unter Eppendorfer Landstraße 12 geführt.             |
| Altonaer Straße 8 ·                        | Simon Mayer Littmann                  | Hier wohnte Simon Mayer Littmann Jg. 1870 deportiert 1942 Theresienstadt ermordet 31.8.1942                                                                                  |        | Eintrag auf stolpersteine-hamburg.de Auf stolpersteine-hamburg.de unter Eppendorfer Landstraße 12 geführt.             |
| Bartelsstraße 9 ·                          | Charlotte Frenkel geb. Tugendhaft     | Hier wohnte Charlotte Frenkel geb. Tugendhaft Jg. 1907 'Polenaktion' 1938 Bentschen/Zbaszyn ermordet im besetzten Polen                                                      |        | Eintrag auf stolpersteine-hamburg.de                                                                                   |
| Bartelsstraße 9 ·                          | Etti Frenkel                          | Hier wohnte Etti Frenkel Jg. 1936 'Polenaktion' 1938 Bentschen/Zbaszyn ermordet im besetzten Polen                                                                           |        | Eintrag auf stolpersteine-hamburg.de                                                                                   |
| Bartelsstraße 9 ·                          | Pinkus Frenkel                        | Hier wohnte Pinkus Frenkel Jg. 1903 'Polenaktion' 1938 Bentschen/Zbaszyn ermordet im besetzten Polen                                                                         |        | Eintrag auf stolpersteine-hamburg.de                                                                                   |
| Bartelsstraße 9 ·                          | Vera Frenkel                          | Hier wohnte Vera Frenkel Jg. 1938 'Polenaktion' 1938 Bentschen/Zbaszyn ermordet im besetzten Polen                                                                           |        | Eintrag auf stolpersteine-hamburg.de                                                                                   |
| Bartelsstraße 10 ·                         | Alfons Höpfner                        | Hier wohnte Alfons Höpfner Jg. 1897 verhaftet 1941 KZ Fuhlsbüttel tot an Haftfolgen 1.4.1942                                                                                 |        | Eintrag auf stolpersteine-hamburg.de                                                                                   |
| Bartelsstraße 13–15 ·                      | Frieda Hassler geb. Driels            | Hier wohnte Frieda Hassler geb. Driels Jg. 1894 gedemütigt/entrechtet Flucht in den Tod 10.12.1941                                                                           |        | Eintrag auf stolpersteine-hamburg.de                                                                                   |
| Bartelsstraße 18 ·                         | Elsa Zwickel                          | Hier wohnte Elsa Zwickel Jg. 1900 deportiert 1941 Riga ermordet |        | Eintrag auf stolpersteine-hamburg.de                                                                                   |
| Bartelsstraße 30 ·                         | Benno Hauptmann                       | Hier wohnte Benno Hauptmann Jg. 1917 deportiert 1941 Łodz 1942 Chelmno ???                                                                                                   |        | Eintrag auf stolpersteine-hamburg.de                                                                                   |
| Bartelsstraße 30 ·                         | Rieckchen Hauptmann geb. Blach        | Hier wohnte Rieckchen Hauptmann geb. Blach Jg. 1883 ermordet in der Heilanstalt Brandenburg                                                                                  |        | Eintrag auf stolpersteine-hamburg.de                                                                                   |
| Bartelsstraße 30 ·                         | Ruth Hauptmann                        | Hier wohnte Ruth Hauptmann Jg. 1915 deportiert 1941 Łodz ermordet 13.7.1942                                                                                                  |        | Eintrag auf stolpersteine-hamburg.de                                                                                   |
| Bartelsstraße 53 ·                         | Heinrich Emil Matz                    | Hier wohnte Heinrich Emil Matz Jg. 1907 im Widerstand/KPD KZ Neuengamme ermordet 23./24.4.1945                                                                               |        | Eintrag auf stolpersteine-hamburg.de                                                                                   |
| Bartelsstraße 53 ·                         | Kurt Erich Cäsar Schill               | Hier wohnte Kurt Erich Cäsar Schill Jg. 1911 Gestapohaft 1944 Fuhlsbüttel hingerichtet 14.2.1944 KZ Neuengamme                                                               |        | Eintrag auf stolpersteine-hamburg.de                                                                                   |
| Bartelsstraße 72 ·                         | Eduard Beer                           | Hier wohnte Eduard Beer Jg. 1893 deportiert 1941 Łodz 1942 Chelmno ermordet                                                                                                  |        | Eintrag auf stolpersteine-hamburg.de                                                                                   |
| Bartelsstraße 72 ·                         | Frieda Chana Beer geb. Sambor         | Hier wohnte Frieda Chana Beer geb. Sambor Jg. 1893 deportiert 1941 Łodz ermordet                                                                                             |        | Eintrag auf stolpersteine-hamburg.de                                                                                   |
| Bartelsstraße 72 ·                         | Martin Beer                           | Hier wohnte Martin Beer Jg. 1924 deportiert 1941 Łodz 1942 Chelmno ermordet                                                                                                  |        | Eintrag auf stolpersteine-hamburg.de                                                                                   |
| Bartelsstraße 72 ·                         | Frieda Beer                           | Hier wohnte Frieda Beer Jg. 1926 deportiert 1941 Łodz 1942 Chelmno ermordet                                                                                                  |        | Eintrag auf stolpersteine-hamburg.de                                                                                   |
| Bartelsstraße 72 ·                         | Siegfried Beer                        | Hier wohnte Siegfried Beer Jg. 1929 deportiert 1941 Łodz 1942 Chelmno ermordet                                                                                               |        | Eintrag auf stolpersteine-hamburg.de                                                                                   |
| Bartelsstraße 72 ·                         | Lotte Beer                            | Hier wohnte Lotte Beer Jg. 1927 deportiert 1941 Łodz 1942 Chelmno ermordet                                                                                                   |        | Eintrag auf stolpersteine-hamburg.de                                                                                   |
| Bartelsstraße 72 ·                         | Ilse Sambor                           | Hier wohnte Ilse Sambor Jg. 1919 abgeschoben 1938 Zbaszyn/Polen ermordet |        | Eintrag auf stolpersteine-hamburg.de                                                                                   |
| Bartelsstraße 76 ·                         | Hermann Hauptmann                     | Hier wohnte Hermann Hauptmann geb. 1919 deportiert 1941 Minsk Schicksal unbekannt                                                                                            |        | Eintrag auf stolpersteine-hamburg.de                                                                                   |
| Bartelsstraße 76 ·                         | Martha Hauptmann                      | Hier wohnte Martha Hauptmann Jg. 1922 deportiert 1942 ermordet in Auschwitz                                                                                                  |        | Eintrag auf stolpersteine-hamburg.de Ein weiterer Stolperstein befindet sich in Hamburg-Bahrenfeld.                    |
| Bartelsstraße 76 ·                         | Edith Rosenbaum geb. Lachotzki        | Hier wohnte Edith Rosenbaum geb. Lachotzki Jg. 1899 deportiert 1941 Riga ermordet                                                                                            |        | Eintrag auf stolpersteine-hamburg.de                                                                                   |
| Bartelsstraße 76 ·                         | Mathel Rosenbaum                      | Hier wohnte Mathel Rosenbaum Jg. 1940 deportiert 1941 Riga ermordet |        | Eintrag auf stolpersteine-hamburg.de                                                                                   |
| Bartelsstraße 76 ·                         | Max Rosenbaum                         | Hier wohnte Max Rosenbaum Jg. 1882 verhaftet 1941 KZ Fuhlsbüttel deportiert 1941 Łodz/Litzmannstadt ermordet 28.3.1942                                                       |        | Eintrag auf stolpersteine-hamburg.de                                                                                   |
| Beim Grünen Jäger 25 ·                     | Flora Grüner geb. Cohn                | Hier wohnte Flora Grüner geb. Cohn Jg. 1861 deportiert 1942 Theresienstadt ermordet 1.5.1944                                                                                 |        | Eintrag auf stolpersteine-hamburg.de                                                                                   |
| Beim Grünen Jäger 25 ·                     | Ivan Grüner                           | Hier wohnte Ivan Grüner Jg. 1861 deportiert 1942 Theresienstadt ermordet 1.3.1943                                                                                            |        | Eintrag auf stolpersteine-hamburg.de                                                                                   |
| Eifflerstraße 10 (früher Parallelstraße) · | Aron Rosenberg                        | Hier wohnte Aron Rosenberg Jg. 1882 deportiert 1941 Łodz ermordet 27.3.1942                                                                                                  |        | Eintrag auf stolpersteine-hamburg.de                                                                                   |
| Eifflerstraße 10 (früher Parallelstraße) · | Mirel Deborah Rosenberg geb. Grünberg | Hier wohnte Mirel Deborah Rosenberg geb. Grünberg Jg. 1883 deportiert 1941 ermordet in Łodz                                                                                  |        | Eintrag auf stolpersteine-hamburg.de                                                                                   |
| Eifflerstraße 10 (früher Parallelstraße) · | Schaiye Oskar Rosenberg               | Hier wohnte Schaiye Oskar Rosenberg Jg. 1922 Flucht 1938 Holland interniert Westerbork deportiert 1942 ermordet in Auschwitz                                                 |        | Eintrag auf stolpersteine-hamburg.de                                                                                   |
| Juliusstraße 12 ·                          | Moritz Joseph Meiseles                | Hier wohnte Moritz Joseph Meiseles Jg. 1897 Flucht Belgien Lager Mechelen deportiert 1943 Auschwitz ermordet                                                                 |        | Eintrag auf stolpersteine-hamburg.de                                                                                   |
| Juliusstraße 35 ·                          | Chaje Taube Hermann geb. Heilmann     | Hier wohnte Chaje Taube Hermann geb. Heilmann Jg. 1890 'Polenaktion' 1938 Bentschten/Zbaszyn ermordet im besetzten Polen                                                     |        | Eintrag auf stolpersteine-hamburg.de                                                                                   |
| Juliusstraße 35 ·                          | Cilly Hermann                         | Hier wohnte Cilly Hermann Jg. 1921 'Polenaktion' 1938 Bentschten/Zbaszyn ermordet im besetzten Polen                                                                         |        | Eintrag auf stolpersteine-hamburg.de                                                                                   |
| Juliusstraße 35 ·                          | Rubin Hermann                         | Hier wohnte Rubin Hermann Jg. 1888 'Polenaktion' 1938 Bentschten/Zbaszyn ermordet 1942 Buczacz                                                                               |        | Eintrag auf stolpersteine-hamburg.de                                                                                   |
| Juliusstraße 35 ·                          | Karl Kopel Schreiber                  | Hier wohnte Karl Kopel Schreiber Jg. 1877 'Polenaktion' 1938 Bentschten/Zbaszyn deportiert Ghetto Warschau ermordet im besetzten Polen                                       |        | Eintrag auf stolpersteine-hamburg.de                                                                                   |
| Juliusstraße 35 ·                          | Markus Schreiber                      | Hier wohnte Markus Schreiber Jg. 1917 'Polenaktion' 1938 Bentschten/Zbaszyn ermordet im besetzten Polen                                                                      |        | Eintrag auf stolpersteine-hamburg.de                                                                                   |
| Juliusstraße 35 ·                          | Nathan Schreiber                      | Hier wohnte Nathan Schreiber Jg. 1920 'Polenaktion' 1938 Bentschten/Zbaszyn ermordet im besetzten Polen                                                                      |        | Eintrag auf stolpersteine-hamburg.de                                                                                   |
| Juliusstraße 35 ·                          | Pearla Peppi Schreiber geb. König     | Hier wohnte Pearla Peppi Schreiber geb. König Jg. 1889 'Polenaktion' 1938 Bentschten/Zbaszyn ermordet im besetzten Polen                                                     |        | Eintrag auf stolpersteine-hamburg.de                                                                                   |
| Kampstraße 7 ·                             | Wilhelm Springer                      | Hier wohnte Wilhelm Springer Jg. 1894 verhaftet 8.11.1934 KZ Fuhlsbüttel ermordet 27.11.1934                                                                                 |        | Eintrag auf stolpersteine-hamburg.de                                                                                   |
| Kleiner Schäferkamp 31 ·                   | Selma Marie Baresch                   | Hier wohnte Selma Marie Baresch Jg. 1886 seit 1907 Aufenthalt in verschiedenen Heilanstalten 'verlegt' 16.8.1943 Heil- und Pflegeanstalt Am Steinhof/Wien ermordet 19.4.1945 |        | Eintrag auf stolpersteine-hamburg.de                                                                                   |
| Kleiner Schäferkamp 43 ·                   | Cäsar Wolf                            | Hier wirkte Cäsar Wolf Jg. 1874 entrechtet/gedemütigt Flucht in den Tod 13.5.1933                                                                                            |        | Eintrag auf stolpersteine-hamburg.de Weitere Stolpersteine befinden sich in Hamburg-Altstadt und Hamburg-Harvestehude. |
| Kleiner Schäferkamp 43 ·                   | Paul Bonheim                          | Hier arbeitete Dr. Paul Bonheim Jg. 1877 Flucht 1939 Holland Flucht in den Tod 13.12.1942 Velp                                                                               |        | Eintrag auf stolpersteine-hamburg.de Ein weiterer Stolperstein befindet sich in Hamburg-Harvestehude.                  |
| Lerchenstraße 104 ·                        | Elsa Erika Rosenthal                  | Hier wohnte Elsa Erika Rosenthal Jg. 1896 deportiert 1941 Łodz/Litzmannstadt ermordet                                                                                        |        | Eintrag auf stolpersteine-hamburg.de                                                                                   |
| Lerchenstraße 104 ·                        | Leopold Rosenthal                     | Hier wohnte Leopold Rosenthal Jg. 1892 deportiert 1941 Łodz/Litzmannstadt ermordet                                                                                           |        | Eintrag auf stolpersteine-hamburg.de                                                                                   |
| Lerchenstraße 104 ·                        | Lina Rosenthal                        | Hier wohnte Lina Rosenthal Jg. 1888 deportiert 1941 Łodz/Litzmannstadt ermordet                                                                                              |        | Eintrag auf stolpersteine-hamburg.de                                                                                   |
| Lerchenstraße 104 ·                        | Rosa Rosenthal                        | Hier wohnte Rosa Rosenthal Jg. 1887 deportiert 1941 Łodz/Litzmannstadt ermordet                                                                                              |        | Eintrag auf stolpersteine-hamburg.de                                                                                   |
| Lerchenstraße 115 ·                        | Benjamin Benno Engländer              | Hier wohnte Benjamin Benno Engländer Jg. 1901 eingewiesen Heilanstalt Langenhorn 1940 Landesanstalt Brandenburg ermordet                                                     |        | Eintrag auf stolpersteine-hamburg.de                                                                                   |
| Lippmannstraße 32 ·                        | Benno Tarnowski                       | Hier wohnte Benno Tarnowski Jg. 1920 'Polenaktion' 1938 Bentschten/Zbaszyn Ghetto Tschenstochau Zwangsarbeit 1943 1945 Buchenwald ermordet in Bergen-Belsen                  |        | Eintrag auf stolpersteine-hamburg.de                                                                                   |
| Lippmannstraße 32 ·                        | David Tarnowski                       | Hier wohnte David Tarnowski Jg. 1913 Flucht Italien verhaftet/überstellt Frankreich, Drancy deportiert 1943 Auschwitz ermordet 25.3.1944                                     |        | Eintrag auf stolpersteine-hamburg.de                                                                                   |
| Lippmannstraße 32 ·                        | Gerda Tarnowski geb. Löwenstein       | Hier wohnte Gerda Tarnowski geb. Löwenstein Jg. 1916 Flucht Italien verhaftet/überstellt Frankreich, Drancy deportiert 1943 ermordet in Auschwitz                            |        | Eintrag auf stolpersteine-hamburg.de                                                                                   |
| Lippmannstraße 69 ·                        | Amandus Karges                        | Hier wohnte Amandus Karges Jg. 1888 verhaftet 1943 KZ Fuhlsbüttel ermordet 16.3.1944                                                                                         |        | Eintrag auf stolpersteine-hamburg.de                                                                                   |
| Lippmannstraße 69 ·                        | Alfred Norden                         | Hier wohnte Alfred Norden Jg. 1897 deportiert 1943 Auschwitz ermordet |        | Eintrag auf stolpersteine-hamburg.de                                                                                   |
| Neuer Pferdemarkt 12 ·                     | Julius Sommer                         | Hier wohnte Dr. Julius Sommer Jg. 1867 gedemütigt/entrechtet Flucht in den Tod 16.12.1938                                                                                    |        | Eintrag auf stolpersteine-hamburg.de                                                                                   |
| Neuer Pferdemarkt 17 ·                     | Bernhard Bender                       | Hier wohnte Bernhard Bender Jg. 1876 deportiert 1941 Łodz weiterdeportiert ???                                                                                               |        | Eintrag auf stolpersteine-hamburg.de                                                                                   |
| Neuer Pferdemarkt 17 ·                     | Flora Bender geb. Salomon             | Hier wohnte Flora Bender geb. Salomon Jg. 1880 deportiert 1941 Łodz weiterdeportiert ???                                                                                     |        | Eintrag auf stolpersteine-hamburg.de                                                                                   |
| Neuer Pferdemarkt 17 ·                     | Ruth-Helene Engländer                 | Hier wohnte Ruth-Helene Engländer Jg. 1921 deportiert 1941 Łodz/Litzmannstadt ermordet 3.6.1942                                                                              |        | Eintrag auf stolpersteine-hamburg.de                                                                                   |
| Neuer Pferdemarkt 17 ·                     | Margitta Riess geb. Bender            | Hier wohnte Margitta Riess geb. Bender Jg. 1900 deportiert 1941 Łodz/Litzmannstadt ermordet 3.6.1942                                                                         |        | Eintrag auf stolpersteine-hamburg.de                                                                                   |
| Neuer Pferdemarkt 21 ·                     | Salomon Siegmund Schlomer             | Hier wohnte Salomon Siegmund Schlomer Jg. 1853 deportiert 1942 Theresienstadt ermordet 15.8.1942                                                                             |        | Eintrag auf stolpersteine-hamburg.de Ein weiterer Stolperstein befindet sich in Hamburg-Altstadt.                      |
| Schanzenstraße 14 ·                        | Benno 'Bentzion'Ehrlich               | Hier wohnte Benno 'Bentzion' Ehrlich Jg. 1931 abgeschoben 1938 Bentschen/Zbaszyn ???                                                                                         |        | Eintrag auf stolpersteine-hamburg.de                                                                                   |
| Schanzenstraße 14 ·                        | Rita Ehrlich                          | Hier wohnte Rita Ehrlich Jg. 1938 abgeschoben 1938 Bentschen/Zbaszyn ??? |        | Eintrag auf stolpersteine-hamburg.de                                                                                   |
| Schanzenstraße 14 ·                        | Sabina 'Sali'Ehrlich geb. Goldenberg  | Hier wohnte Sabina 'Sali' Ehrlich geb. Goldenberg Jg. 1908 abgeschoben 1938 Bentschen/Zbaszyn ???                                                                            |        | Eintrag auf stolpersteine-hamburg.de                                                                                   |
| Schanzenstraße 14 ·                        | Siegmund 'Zygmund'Ehrlich             | Hier wohnte Siegmund 'Zygmund' Ehrlich Jg. 1908 abgeschoben 1938 Bentschen/Zbaszyn ???                                                                                       |        | Eintrag auf stolpersteine-hamburg.de                                                                                   |
| Schanzenstraße 28 ·                        | Käthe Vollmers                        | Hier wohnte Käthe Vollmers Jg. 1900 eingewiesen 1935 Alsterdorfer Anstalten 'verlegt' 16.8.1943 Am Steinhof Wien ermordet 8.3.1945                                           |        | Eintrag auf stolpersteine-hamburg.de                                                                                   |
| Schanzenstraße 62 ·                        | Alfred Belmonte                       | Hier wohnte Alfred Belmonte Jg. 1895 'Schutzhaft' 1938 Sachsenhausen 1939 KZ Fuhlsbüttel ermordet 29.4.1939                                                                  |        | Eintrag auf stolpersteine-hamburg.de                                                                                   |
| Schanzenstraße 62 ·                        | Paul Belmonte                         | Hier wohnte Paul Belmonte Jg. 1894 verhaftet 1939 KZ Fuhlsbüttel ermordet 29.4.1939                                                                                          |        | Eintrag auf stolpersteine-hamburg.de                                                                                   |
| Schanzenstraße 62 ·                        | Salomon Belmonte                      | Hier wohnte Salomon Belmonte Jg. 1890 'Schutzhaft' 1938 KZ Fuhlsbüttel Sachsenhausen 1939 KZ Fuhlsbüttel ermordet 30.4.1938                                                  |        | Eintrag auf stolpersteine-hamburg.de                                                                                   |
| Schanzenstraße 67 ·                        | Lejzor Lejser Rajsfus                 | Hier wohnte Lejzor Lejser Rajsfus Jg. 1898 ausgewiesen 1938 Zbaszyn/Polen ???                                                                                                |        | Eintrag auf stolpersteine-hamburg.de                                                                                   |
| Schanzenstraße 73 ·                        | Hedwig Haack                          | Hier wohnte Hedwig Haack Jg. 1909 eingewiesen 1926 Alsterdorfer Anstalten 'verlegt' 16.8.1943 Am Steinhof Wien ermordet 13.10.1943                                           |        | Eintrag auf stolpersteine-hamburg.de                                                                                   |
| Schanzenstraße 79 ·                        | Hulda Müller geb. Ehrlich             | Hier wohnte Hulda Müller geb. Ehrlich Jg. 1882 deportiert 1942 Riga ermordet                                                                                                 |        | Eintrag auf stolpersteine-hamburg.de                                                                                   |
| Schanzenstraße 119 ·                       | Jenny Eckstein                        | Hier wohnte Jenny Eckstein Jg. 1876 deportiert 1941 Łodz ermordet 1.3.1942                                                                                                   |        | Eintrag auf stolpersteine-hamburg.de                                                                                   |
| Schulterblatt 24 ·                         | Bruno Niemann                         | Hier wohnte Bruno Niemann Jg. 1898 eingewiesen 1939 Alsterdorfer Anstalten 'verlegt' 1943 Heilanstalt Mainkofen tot 19.5.1945                                                |        | Eintrag auf stolpersteine-hamburg.de                                                                                   |
| Schulterblatt 24 ·                         | Lina Friedmann geb. Blecher           | Hier wohnte Lina Friedmann geb. Blecher Jg. 1894 KZ Fuhlsbüttel ermordet 5.1.1941                                                                                            |        | Eintrag auf stolpersteine-hamburg.de                                                                                   |
| Schulterblatt 24 ·                         | Adolf Gustav Ziebarth                 | Hier wohnte Adolf Gustav Ziebarth Jg. 1871 eingewiesen 1935 Alsterdorfer Anstalten 'verlegt' 7.8.1943 Heilanstalt Eichberg ermordet 28.9.1943                                |        | Eintrag auf stolpersteine-hamburg.de                                                                                   |
| Schulterblatt 39 ·                         | Adele Löw                             | Hier wohnte Adele Löw Jg. 1922 deportiert 1942 Auschwitz ermordet |        | Eintrag auf stolpersteine-hamburg.de                                                                                   |
| Schulterblatt 39 ·                         | Jetti Löw geb. Fried                  | Hier wohnte Jetti Löw geb. Fried Jg. 1884 deportiert 1942 Auschwitz ermordet                                                                                                 |        | Eintrag auf stolpersteine-hamburg.de                                                                                   |
| Schulterblatt 41 ·                         | Michael Manuel Fröschel               | Hier wohnte Michael Manuel Fröschel Jg. 1891 deportiert 1942 Auschwitz ???                                                                                                   |        | Eintrag auf stolpersteine-hamburg.de                                                                                   |
| Schulterblatt 64 ·                         | Julius Lindner                        | Hier wohnte Julius Lindner Jg. 1862 'Schutzhaft' 1938 Dachau deportiert 1942 Theresienstadt ermordet 16.12.1943                                                              |        | Eintrag auf stolpersteine-hamburg.de                                                                                   |
| Schulterblatt 64 ·                         | Richard Lindner                       | Hier wohnte Richard Lindner Jg. 1901 Flucht 1933 Frankreich verhaftet 1939 Zwangsarbeit Bretagne Flucht 1941 USA                                                             |        | Eintrag auf stolpersteine-hamburg.de                                                                                   |
| Schulterblatt 71 ·                         | Johann 'Rukeli' Trollmann             | Hier boxte Johann 'Rukeli' Trollmann Jg. 1907 1933 Deutscher Meister Halbschwergewicht 1942 KZ Neuengamme erschlagen 1944 KZ Wittenberge                                     |        | Eintrag auf stolpersteine-hamburg.de Ein weiterer Stolperstein befindet sich in Hannover.                              |
| Schulterblatt 84 ·                         | Felix von Halle                       | Hier wohnte Felix von Halle Jg. 1885 verhaftet 1938 Sachsenhausen deportiert 1941 Minsk ermordet                                                                             |        | Eintrag auf stolpersteine-hamburg.de                                                                                   |
| Schulterblatt 84 ·                         | Clara Philip geb. Heyn                | Hier wohnte Clara Philip geb. Heyn Jg. 1877 deportiert 1941 Riga ermordet |        | Eintrag auf stolpersteine-hamburg.de                                                                                   |
| Schulterblatt 84 ·                         | Gerda Alice Philip                    | Hier wohnte Gerda Alice Philip Jg. 1905 deportiert 1941 Riga 1944 Stutthof ermordet                                                                                          |        | Eintrag auf stolpersteine-hamburg.de                                                                                   |
| Sternstraße 29 ·                           | Max Aschkenazy                        | Hier wohnte Max Aschkenazy Jg. 1904 abgeschoben 1938 Zbaszyn Ghetto Buczacz ermordet 25.10.1943                                                                              |        | Eintrag auf stolpersteine-hamburg.de                                                                                   |
| Sternstraße 29 ·                           | Mirjam Aschkenazy geb. Aschkenazy     | Hier wohnte Mirjam Aschkenazy geb. Aschkenazy Jg. 1874 abgeschoben 1938 Zbaszyn Ghetto Buczacz ermordet 4.2.1944                                                             |        | Eintrag auf stolpersteine-hamburg.de                                                                                   |
| Sternstraße 29 ·                           | Regina Aschkenazy geb. Goldblatt      | Hier wohnte Regina Aschkenazy geb. Goldblatt Jg. 1909 abgeschoben 1938 Zbaszyn Ghetto Buczacz ermordet 4.2.1944                                                              |        | Eintrag auf stolpersteine-hamburg.de                                                                                   |
| Sternstraße 29 ·                           | Rita Aschkenazy                       | Hier wohnte Rita Aschkenazy Jg. 1937 ausgewiesen 1938 tot 1944 Buczacz |        | Eintrag auf stolpersteine-hamburg.de                                                                                   |
| Sternstraße 67 ·                           | Recha Josephsohn geb. Israel          | Hier wohnte Recha Josephsohn geb. Israel Jg. 1870 deportiert 1941 ermordet in Minsk                                                                                          |        | Eintrag auf stolpersteine-hamburg.de                                                                                   |
| Sternstraße 67 ·                           | Moritz Israel                         | Hier wohnte Moritz Israel Jg. 1866 deportiert 1942 Theresienstadt ermordet 26.1.1943                                                                                         |        | Eintrag auf stolpersteine-hamburg.de                                                                                   |
| Sternstraße 123 ·                          | Erna Grospitz                         | Hier wohnte Erna Grospitz Jg. 1909 eingewiesen 1924 Alsterdorfer Anstalten 'verlegt' 16.8.1943 Am Steinhof Wien ermordet 21.4.1944                                           |        | Eintrag auf stolpersteine-hamburg.de                                                                                   |
| Stresemannstraße 71 ·                      | Emanuel Zloczower                     | Hier wohnte Emanuel Zloczower Jg. 1919 deportiert 1941 Łodz 1942 weiterdeportiert ermordet                                                                                   |        | Eintrag auf stolpersteine-hamburg.de                                                                                   |
| Stresemannstraße 71 ·                      | Ettel Zloczower geb. Poppel           | Hier wohnte Ettel Zloczower geb. Poppel Jg. 1888 deportiert 1941 Łodz 1942 weiterdeportiert ermordet                                                                         |        | Eintrag auf stolpersteine-hamburg.de                                                                                   |
| Stresemannstraße 71 ·                      | Paulina Zloczower                     | Hier wohnte Paulina Zloczower Jg. 1916 deportiert 1941 Łodz 1942 weiterdeportiert ermordet                                                                                   |        | Eintrag auf stolpersteine-hamburg.de                                                                                   |
| Stresemannstraße 71 ·                      | Thea Zloczower                        | Hier wohnte Thea Zloczower Jg. 1924 deportiert 1941 Łodz 1942 weiterdeportiert ermordet                                                                                      |        | Eintrag auf stolpersteine-hamburg.de                                                                                   |
| Stresemannstraße 71 ·                      | Wolf Zloczower                        | Hier wohnte Wolf Zloczower Jg. 1881 deportiert 1941 Łodz 1942 weiterdeportiert ermordet                                                                                      |        | Eintrag auf stolpersteine-hamburg.de                                                                                   |
| Stresemannstraße 95 ·                      | Isaak Frenkel                         | Hier wohnte Isaak Frenkel Jg. 1877 'Polenaktion' 1938 Bentschen/Zbaszyn ermordet im besetzten Polen                                                                          |        | Eintrag auf stolpersteine-hamburg.de                                                                                   |
| Stresemannstraße 95 ·                      | Laja Lina Frenkel                     | Hier wohnte Laja Lina Frenkel Jg. 1915 'Polenaktion' Bentschen/Zbaszyn ermordet im besetzten Polen                                                                           |        | Eintrag auf stolpersteine-hamburg.de                                                                                   |
| Susannenstraße 4 ·                         | Hermann Borchardt                     | Hier wohnte Hermann Borchardt Jg. 1894 deportiert 1941 Minsk ermordet |        | Eintrag auf stolpersteine-hamburg.de                                                                                   |
| Susannenstraße 4 ·                         | Minna Cohen geb. Strellnauer          | Hier wohnte Minna Cohen geb. Strellnauer Jg. 1872 deportiert 1941 ermordet in Minsk                                                                                          |        | Eintrag auf stolpersteine-hamburg.de                                                                                   |
| Susannenstraße 4 ·                         | Julius Strellnauer                    | Hier wohnte Julius Strellnauer Jg. 1876 deportiert 1941 ermordet in Minsk |        | Eintrag auf stolpersteine-hamburg.de                                                                                   |
| Susannenstraße 4 ·                         | Therese Strellnauer geb. Hoffmann     | Hier wohnte Therese Strellnauer geb. Hoffmann Jg. 1871 deportiert 1941 ermordet in Minsk                                                                                     |        | Eintrag auf stolpersteine-hamburg.de                                                                                   |
| Susannenstraße 4 ·                         | Albert Löb                            | Hier wohnte Albert Löb Jg. 1889 deportiert 1941 ermordet in Minsk |        | Eintrag auf stolpersteine-hamburg.de                                                                                   |
| Susannenstraße 6 ·                         | Siegfried Salomon                     | Hier wohnte Siegfried Salomon Jg. 1882 deportiert 1941 ermordet in Riga |        | Eintrag auf stolpersteine-hamburg.de                                                                                   |
| Susannenstraße 6 ·                         | Ella Salomon geb. Karfiol             | Hier wohnte Ella Salomon geb. Karfiol Jg. 1883 deportiert 1941 ermordet in Riga                                                                                              |        | Eintrag auf stolpersteine-hamburg.de                                                                                   |
| Susannenstraße 40 ·                        | Louise Rundstein geb. Klein           | Hier wohnte Louise Rundstein geb. Klein Jg. 1883 deportiert 1941 Łodz 1942 weiterdeportiert ermordet                                                                         |        | Eintrag auf stolpersteine-hamburg.de                                                                                   |
| Susannenstraße 40 ·                        | William Rundstein                     | Hier wohnte William Rundstein Jg. 1863 deportiert 1941 Łodz 1942 weiterdeportiert ermordet                                                                                   |        | Eintrag auf stolpersteine-hamburg.de                                                                                   |

## Stolperschwelle

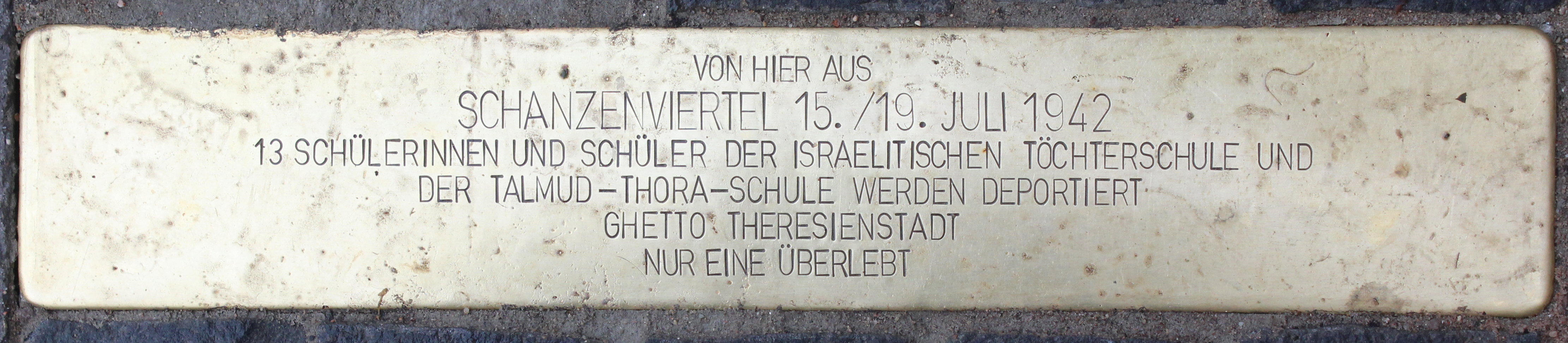
Stolperschwelle beim Schuleingang in der Schanzenstraße 108

Außerdem wurde in Sternschanze im November 2021 eine Stolperschwelle verlegt (Lage), die dritte in Hamburg. Sie trägt die Inschrift 

„Von hier aus
Schanzenviertel 15./19. Juli 1942
13 Schülerinnen und Schüler der israelitischen Töchterschule und
der Talmud-Thora-Schule werden deportiert
Ghetto Theresienstadt
nur eine überlebt“

Ein zusätzliches Schild benennt die Kinder, deren gedacht wird:

„Im Gedenken an die Schülerinnen und Schüler Mirjam Bari (25.2.1929), Jardena Benjamin (8.11.1932), Ruben Benjamin (2.3.1934), Daniel Cohen (28.3.1936), Hans-Werner Cohn (27.3.1927), Lilly Lindenborn (19.7.1928), Ruth Meiberg (27.5.1932), Manfred Meiberg (5.11.1934), Ellen Meyer (20.12.1935), Ruth Meyer (19.11.1935), Rita Müller (1.12.1929), Werner Streim (15.11.1930) und Sulamith Streim (18.5.1932)“

Für jedes der Kinder befindet sich auch ein Stolperstein an ihrem letzten Wohnort.